# Abbazia di San Domenico
L'abbazia cistercense di San Domenico di Sora è un monastero sorto nel comune di Sora, provincia di Frosinone, alla confluenza del fiume Fibreno col fiume Liri

## Storia
L'abbazia, dedicata alla Beata Madre di Dio e Vergine Maria, fu fondata nella prima metà del secolo XI sulle rovine della villa natale di Marco Tullio Cicerone, da un benedettino: San Domenico abate su commissione del Governatore di Sora e di Arpino Pietro di Rainiero e di Doda sua moglie.
Gli storici propongono due date: alcuni come Cesare Baronio, il Ligonio, Jean Mabillon, il Rondanini, Ferdinando Pistilli sono propensi per il 1030, data di stesura di un atto a firma del gastaldo Pietro conservato nella biblioteca dell’Abbazia di Casamari; altri come Francesco Tuzii, Jean Joseph Giraud, Gaetano Moroni, Luigi De Persiis e altri storici di Casamari, indicano il 1011 (Loffredo, p. 37)
“Il 1011, come anno della fondazione dell’abbazia, è rimasto scolpito nella coscienza storica dei monaci dell’abbazia di San Domenico e di quella di Casamari; in tutte le cronache e negli altri documenti d’archivio, senza alcuna eccezione e senza ombra alcuna di problematica storica, la fondazione del monastero è riportata all’anno 1011.” (Millenario, p. 51)

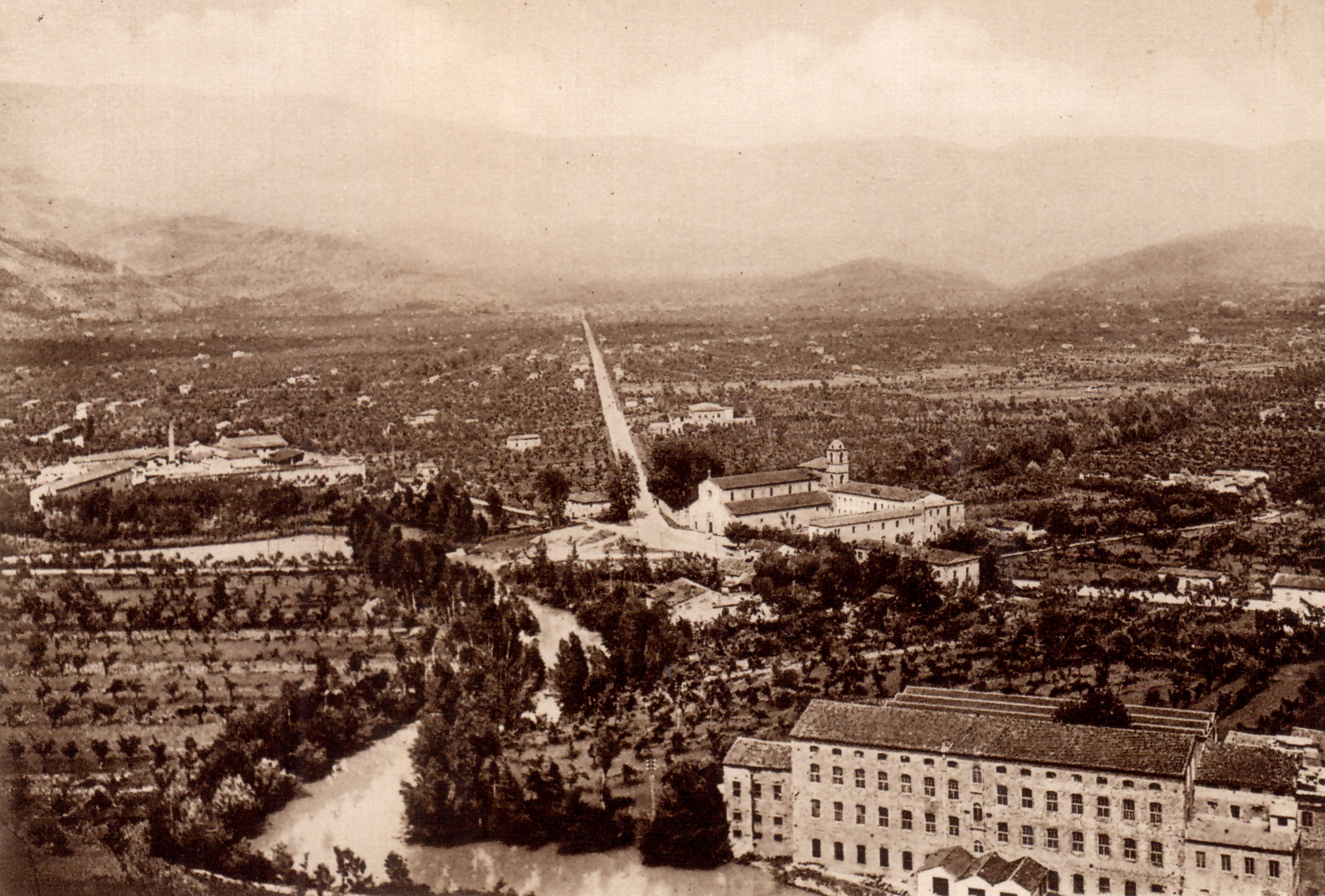
Veduta panoramica

D’altronde il documento su cui si fondano i fautori del 1030, quasi sicuramente non è un atto di donazione, ma più verosimilmente una dichiarazione di autenticità di atti precedenti. Probabilmente Domenico l’aveva richiesto ed ottenuto per allegarlo alla istanza da presentare alla curia romana per far dichiarare il monastero “abbazia esente” come era già avvenuto per altri monasteri da lui fondati. (Millenario, p.43 e seguenti)
La data di fondazione più probabile appare perciò proprio il 1011. La chiesa dell’abbazia fu intitolata alla “Beata Madre di Dio e Vergine Maria”. Per quanto concerne la protezione papale, cioè la dichiarazione di “abbazia esente” dall’autorità del vescovo Pandulfo di Sora, essa fu ottenuta più tardi, il 28 giugno 1205 con la bolla “Aequitatis et justitiae di Innocenzo III (Millenario, p. 58)
La vita dell’Abbazia fu da subito molto difficile. Il gastaldo Pietro, contrariamente agli impegni presi, insediò nell'abbazia, al posto dei monaci benedettini, una comunità femminile e solo le aspre rimostranze di Domenico, lo fecero desistere. Poté così subentrare un gruppo di monaci di Trisulti chiamati dallo stesso Domenico che li guidò come Abate fino alla sua morte. (Loffredo, p. 74)
L'abbazia ebbe un rapido sviluppo e nel 1036 quattro sacerdoti ed alcuni laici di Veroli che avevano preso l’abito sotto la guida dell’abate Giovanni, immediato successore di san Domenico, fondarono l’Abbazia di Casamari.
Papa Pasquale II, di ritorno dalla Puglia nel 1104 si fermò all'abbazia ove canonizzò san Domenico e riconsacrò la sua chiesa cointitolandola alla “Beata Maria Vergine” e a “San Domenico”.
Successivamente l’Abbazia fu visitata da papa Adriano IV (nel 1155). Seguì un periodo di decadenza imputabile in parte al comportamento dei monaci, che si allontanarono dal rispetto della disciplina claustrale, in parte all'avidità dei signorotti locali che tentarono di cogliere l’occasione per appropriarsi dei numerosi privilegi dell’abbazia. L’abate Nicola fu allora costretto a rivolgersi al papa Innocenzo III affinché intervenisse a garanzia del monastero. Fu forse questo il motivo di una visita effettuata da detto papa nel 1208. (Loffredo, p. 76)
Le diatribe, ma anche il rilassamento della disciplina, non ebbero evidentemente fine perché il 27 aprile del 1222, dopo diversi anni di inutili tentativi, papa Onorio III, che si trovava a Veroli per un incontro con Federico II di Svevia, visitò l’abbazia, ne consacrò l’altare e la declassò allo stato di priorato affidandola alle cure dell'abate e dei monaci di Casamari (che intanto aveva aderito alla riforma cistercense). Con una successiva Bolla di estinzione emanata ad Alatri il 1º giugno del 1222 la unì giuridicamente all'abbazia di Casamari. Stessa sorte toccò all'altro piccolo monastero benedettino di S. Silvestro in Sora.
Non basta: il 28 ottobre 1229 l’Abbazia fu duramente colpita dalle truppe saracene inviate da Federico II a distruggere la città di Sora che si era schierata dalla parte del papato.

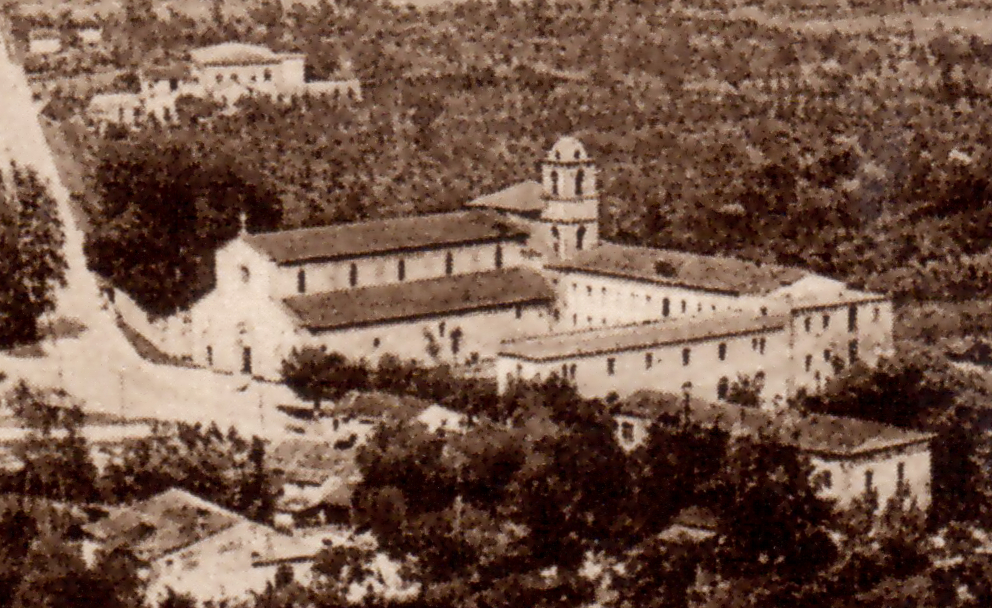
Veduta d'insieme

“Federico II che, in precedenza si era dimostrato molto benevolo verso il monastero di S. Domenico, fece distruggere anche il vicino ponte «Màrmore», comunemente detto « Mormóne » …, l’unico mezzo di comunicazione che le genti della località Selva, del Bosco di Eschie e di tutta la campagna a sud di Sora, sulla destra del fiume Liri, avevano a disposizione per raggiungere il monastero che, all’epoca, era l’unico punto di riferimento spirituale per una contrada molto vasta e molto popolata.
Dovrà passare circa mezzo secolo, dalla distruzione del ponte «Marmòne», perché i monaci di S. Domenico riescano ad ottenere, dalle autorità regie, il privilegio di trasportare liberamente con una barca, cose ed animali sul fiume Liri, nel luogo, denominato oggi «Barca S. Domenico» o «Baglie», dove attualmente è posto un robusto ponte in cemento armato.” (Loffredo, p. 79)
Nel XIV secolo, poi, l’Abbazia seguì la generale crisi delle istituzioni ecclesiastiche conseguenza dell’affermarsi delle monarchie europee e della cattività avignonese. Ma il colpo di grazia lo ricevette nel 1472 con la concessione in commenda insieme a Casamari.

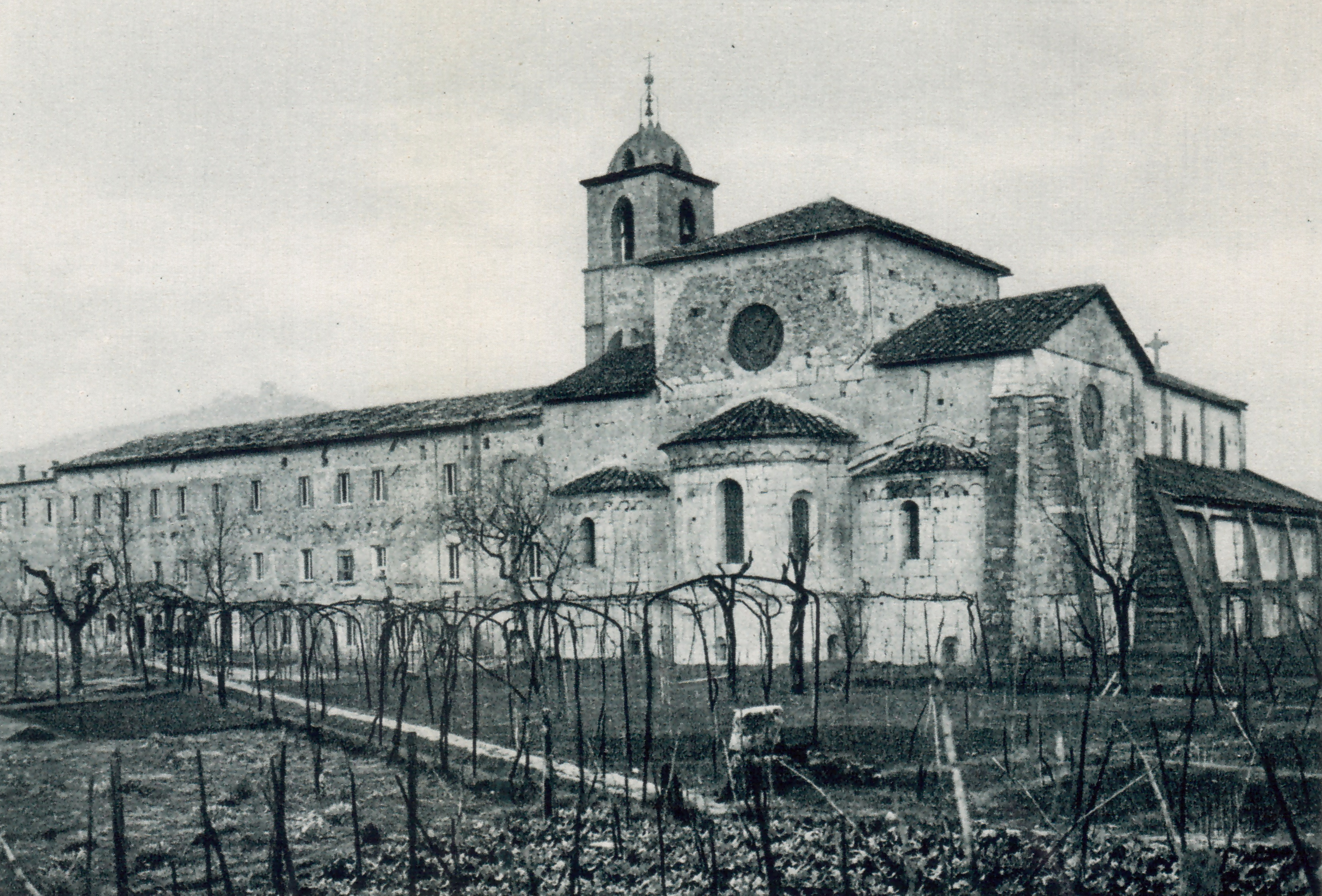
Le tre absidi circolari

“La commenda accelerò il processo di disfacimento morale e materiale del Monastero, in quanto, il commendatario inquadrava il bene ricevuto come uno strumento utile a produrre il maggior interesse possibile e non pensava in alcun modo a sostenere spese per la comunità religiosa, ritenuta dispendiosa e forse superflua.” Loffredo, p. 81
Perciò l’Abbazia decadde rapidamente anche per i danni subiti a seguito del grave terremoto che il 24 luglio del 1634 scosse la zona di Sora,  tanto che nel 1653 Innocenzo III ne ufficializzò la chiusura per mancanza di monaci.
Nel 1682 ci fu un provvidenziale seppur minimo intervento di manutenzione per volontà di papa Innocenzo XI e successivamente in occasione della seconda e terza ricognizione della salma del Santo fatte per volere del papa Clemente XI il 28 maggio 1703 ed il 19 maggio 1706. (Loffredo, p. 82). Tale papa confermò la dipendenza del monastero dall’Abbazia di Casamari alla quale è rimasto legato ininterrottamente fino ad oggi (anno 2016), ma solo nel 1717 il Card. Annibale Albani che ne era Commendatario, si interessò per farla riaprire al culto anche se con un solo frate della comunità di Casamari in cui, nel frattempo, erano subentrati i Cistercensi della stretta osservanza (Trappisti).
Nel 1789, a seguito di un’altra crisi, la chiesa di San Domenico, divenne di pertinenza del parroco (secolare) di San Silvestro
Nella primavera del 1799 l’Abbazia fu depredata dai francesi agli ordini del generale Macdonald che si ritiravano da Napoli arrivando a bruciare la statua di san Domenico ed a profanare il sepolcro del santo risparmiando però l’urna che ne conteneva le ossa.

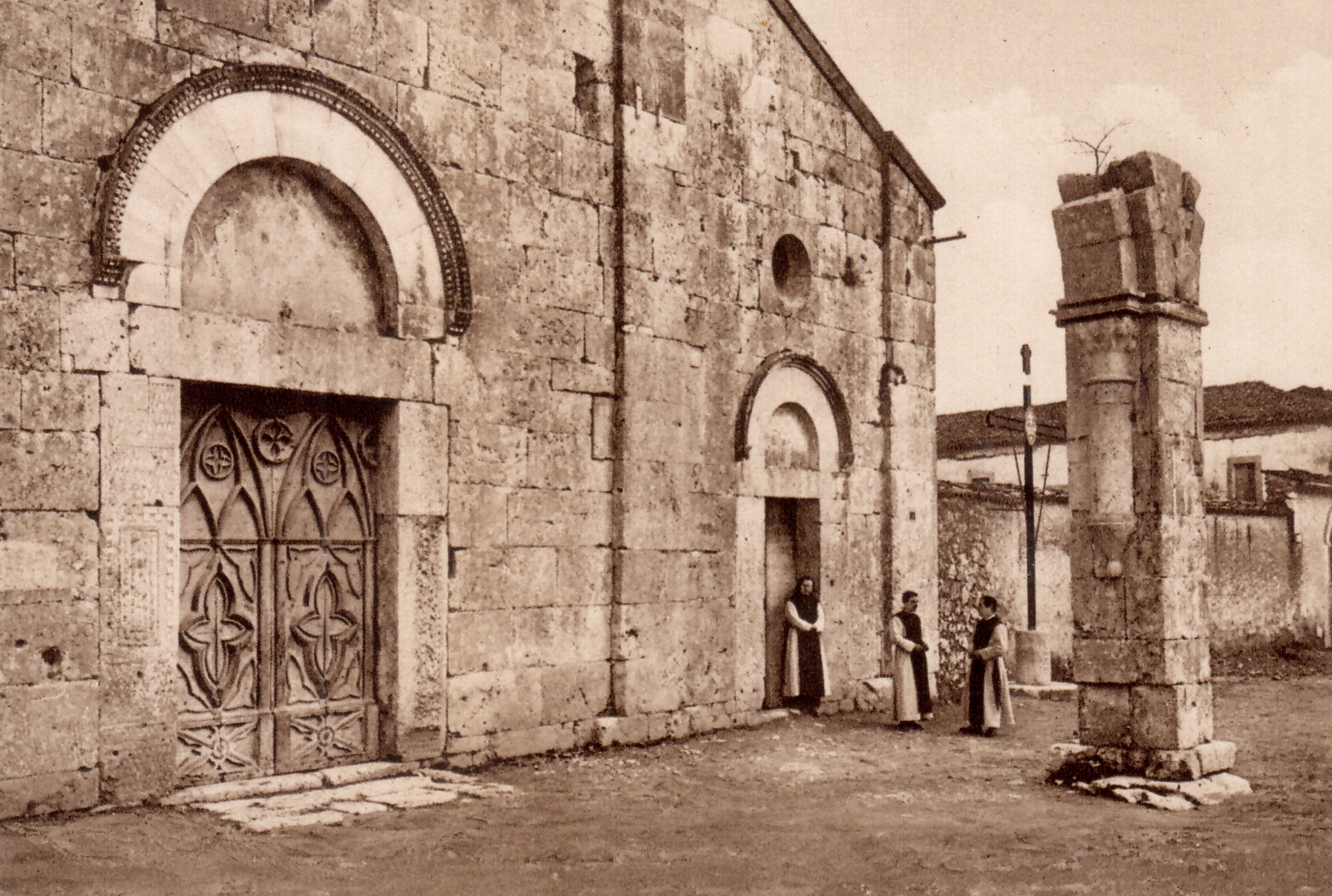
Facciata con antico portale

Finalmente l'abate commendatario di Casamari, Sergio Micara, fratello del cardinale Ludovico Micara vi insediò nuovamente una vera comunità ristabilendo così la vita monastica. Il 19 aprile 1834 (3ª Domenica di Pasqua), sotto il pontificato di Gregorio XVI alcuni monaci cistercensi di Casamari vi si recarono processionalmente per prenderne ufficiale possesso .
L’arrivo della monarchia sabauda sconvolse per l’ennesima volta la vita dell’abbazia: con decreto del 17 gennaio 1861, intimato il 9 gennaio 1865, essa fu acquisita, de iure, dal demanio insieme a tutti i suoi beni ed i monaci vennero espulsi con la forza il 18 dicembre 1865. Solo dopo una lunga e tormentata causa l’incameramento fu dichiarato illegittimo (regio decreto del 20 novembre 1870), perché il monastero e i suoi beni costituivano un ”beneficio curato” di appartenenza al Capitolo Vaticano per disposizione del re Ferdinando II delle Due Sicilie e per concessione del papa Pio IX con la bolla Ineluctabilis devotionis dell’11 marzo 1850. Il monastero e i beni vennero formalmente riconsegnati il 31 gennaio 1871.
Dopo le riparazioni dei danni causati dal terremoto della Marsica del 1915, il monastero fu designato nel 1933, a sede di domus studiorum per gli studenti di teologia della Congregazione. Il 21 gennaio 1935 fu eretta a parrocchia con alle dipendenze le cappellanie di Sant’Antonio in Tofaro e della Madonna del Buon Consiglio.

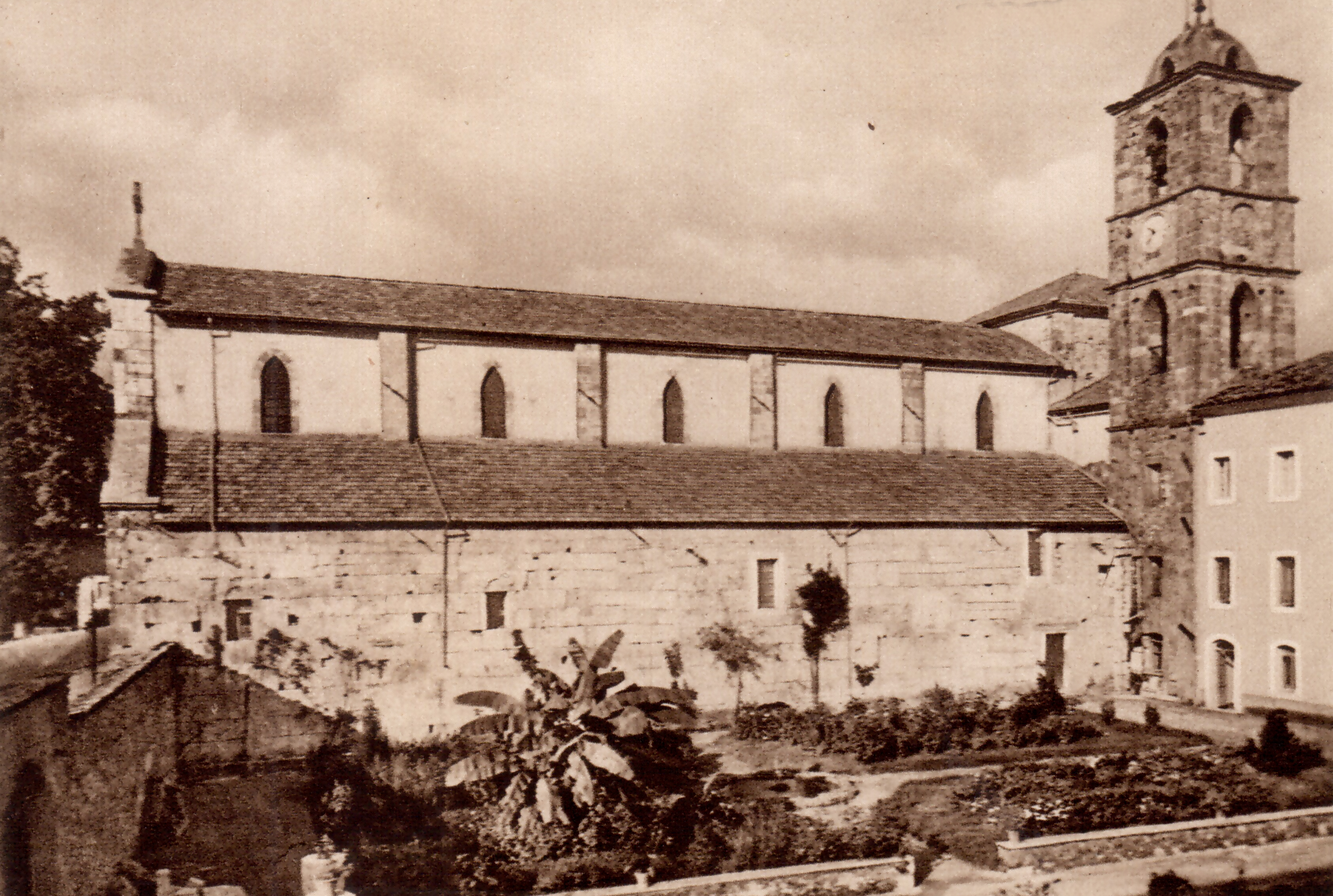
Veduta del lato del campanile

Con i dovuti restauri e gli opportuni adattamenti il monastero fu destinato, dal 1947 al 1972, alla formazione degli aspiranti alla vita religiosa.
Il 13 maggio del 1950 a San Domenico fu inaugurata alla presenza di autorità civili, militari, religiose e alunni dei licei, istituti tecnici e magistrali di Sora la nuova lapide di Marco Tullio Cicerone, posta nel muro vicino alla facciata della chiesa.
Essa ricorda il luogo natale di Cicerone, il quale nacque nella villa paterna che era edificata proprio dove San Domenico poi costruì il suo monastero.
L'epigrafe come si legge nell'iscrizione, venne installata la prima volta nel 1912, poi, per via di vari avvenimenti e in seguito al terremoto del 1915, per interessamento del Comune di Sora e del prof. Achille Lauri nel 1950 la vecchia lapide fu cambiata con una nuova e ricollocata nello stesso posto chiamato "torre di Cicerone".
Nel punto in cui il fiume Fibreno si biforca, era collocata un'altra lapide fatta incidere nel 1818 dall'inglese Carlo Kelsall, perché proprio il grande oratore arpinate nel "De Legibus", descrive il paesaggio che circondava la sua casa natale sorta fra i due rami del fiume.
In concomitanza con i festeggiamenti per il millenario della fondazione, il cardinale Antonio Cañizares Llovera, Prefetto della Congregazione per il culto divino e la disciplina dei sacramenti, ha conferito, in data 12 febbraio 2011, il titolo di basilica minore alla chiesa dell’abbazia. (Millenario, p. 104)

## Descrizione
Lo stile primitivo della basilica è il romanico: pianta a croce latina, con tre navate, la centrale più larga e più alta delle due laterali, chiuse in fondo da tre absidi semicircolari; copertura a volta sostenuta da colonne; il presbiterio più elevato del piano della chiesa e sovrastante una cripta sotterranea.

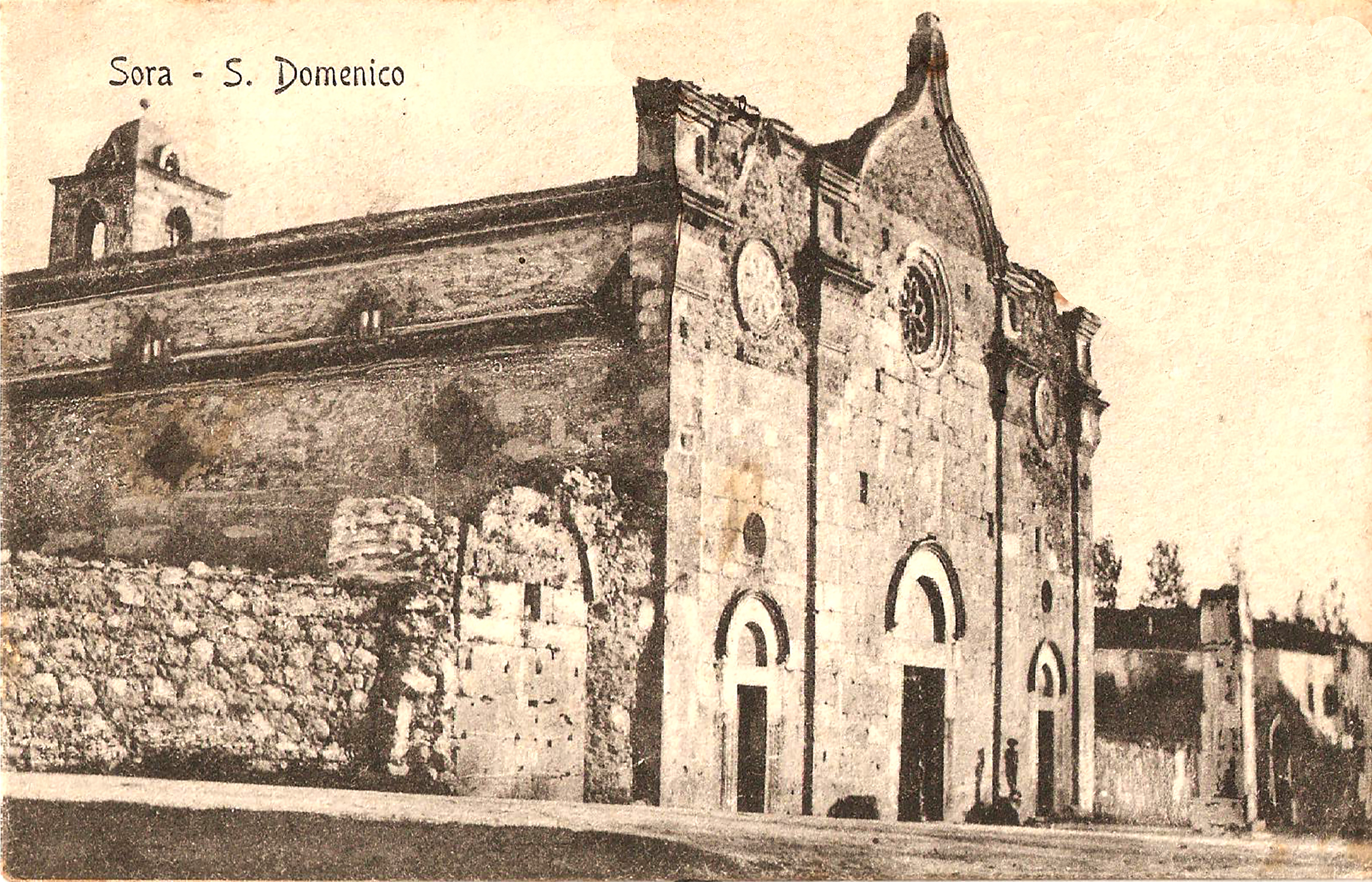
Facciata dell'abbazia di san Domenico a Sora agli inizi del 1900

La prima modifica fu apportata dai cistercensi che sostituirono i benedettini dopo il 1222. Essi realizzarono un esonartèce (sul modello di quello di Casamari) che però fu distrutto dal terremoto del 24 luglio 1654. Oggi (2016) ne resta in piedi solo un pilastro con mensole a cono rovesciato (tipiche dello stile romanico-borgognone) (Loffredo, p. 91)
Modifiche sostanziali fecero seguito ai danni del terremoto del 13 gennaio del 1915:
- sparì la facciata primitiva che fu riportata alle linee essenziali;
- la scalinata centrale che portava al presbiterio, fu sostituita da due scale laterali rendendo così visibile l’accesso alla cripta sottostante;
- le colonne furono inglobate negli attuali massicci pilastri;
- le volte furono sostituite da capriate in legno.

Agli inizi degli anni ‘70 furono eseguiti, a cura della Soprintendenza ai Beni Culturali, consistenti lavori di consolidamento e di ristrutturazione della chiesa. In parallelo, l’impegno della comunità monastica, dell’intera comunità parrocchiale e di tanti benefattori devoti a san Domenico, hanno consentito una profonda e generale risistemazione liturgica e funzionale: la croce, il presbiterio con il nuovo altare, l’ambone, i paramenti e gli arredi sacri sono stati radicalmente rinnovati nello stile della spiritualità benedettina.
Nel 1998 l'artista Alessandro Romano realizzò i due tabernacoli posti, uno sull'altare della cripta e l’altro nell'abside di sinistra, e le 14 formelle in terracotta della via crucis sistemate sui pilastri che separano le tre navate.

### Le porte in bronzo
Il 4 ottobre del 2009 Il vescovo diocesano mons. Filippo Iannone ha benedetto le nuove porte di bronzo della chiesa abbaziale realizzate dallo scultore Alessandro Romano. È lo stesso autore a descriverle.

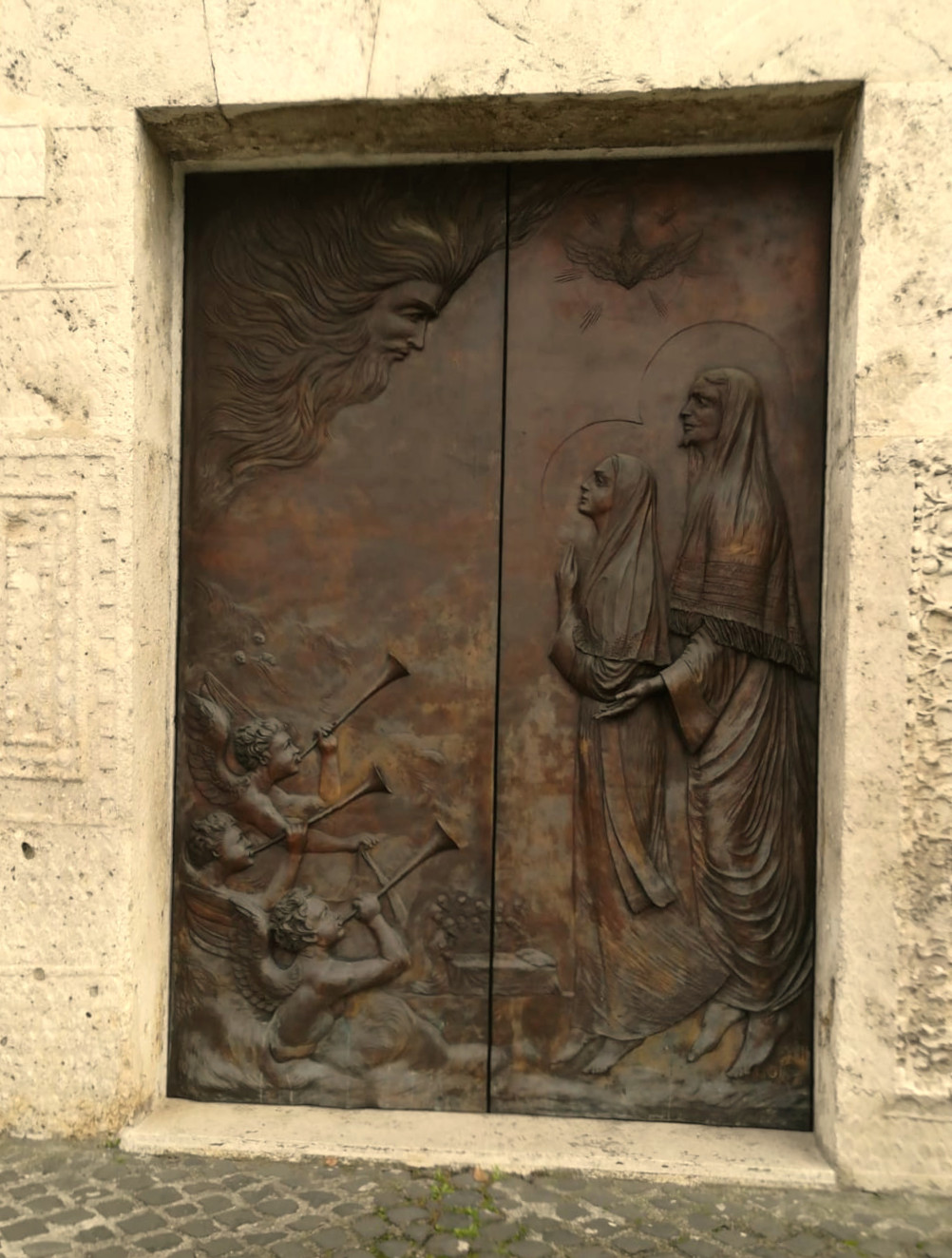
Facciata dell'abbazia di san Domenico a Sora agli inizi del 2000

“Porta centrale: Maria Assunta in cielo.
È un tema tanto importante che sembra quasi impossibile da realizzare in uno spazio così limitato: Dio Padre, Cristo, lo Spirito Santo, Maria, il Paradiso intero e gli Apostoli, insomma tutta la santità della nostra fede… Maria in estasi è rapita nel volto del Padre e giunge in paradiso accompagnata da Gesù, il quale con la propria carne, annuncia la nuova alleanza realizzata nei segni del martirio sulla croce, coperto con il tallit e con lo sguardo perso nel Padre, accoglie ed offre la Madre, offrendo con lei, nel contempo, l'intera umanità. In alto lo Spirito Santo è raffigurato come una colomba di fuoco… Ai piedi della scena, la "dormitio Mariae"… Il letto ancora caldo sul quale è impressa l'impronta di Maria è circondato dagli apostoli colti nei vari atteggiamenti. Gli angeli festanti annunziano la felicità dell’intero paradiso”
“Porta laterale sinistra:… san Domenico è rappresentato sul ponte del fiume Cosa… Mentre, pieno di ardore, esorta alla perfezione della vita monastica… si accorge che un masso sradicato dal demonio sta cadendo e lo blocca con il semplice segno della croce… “.

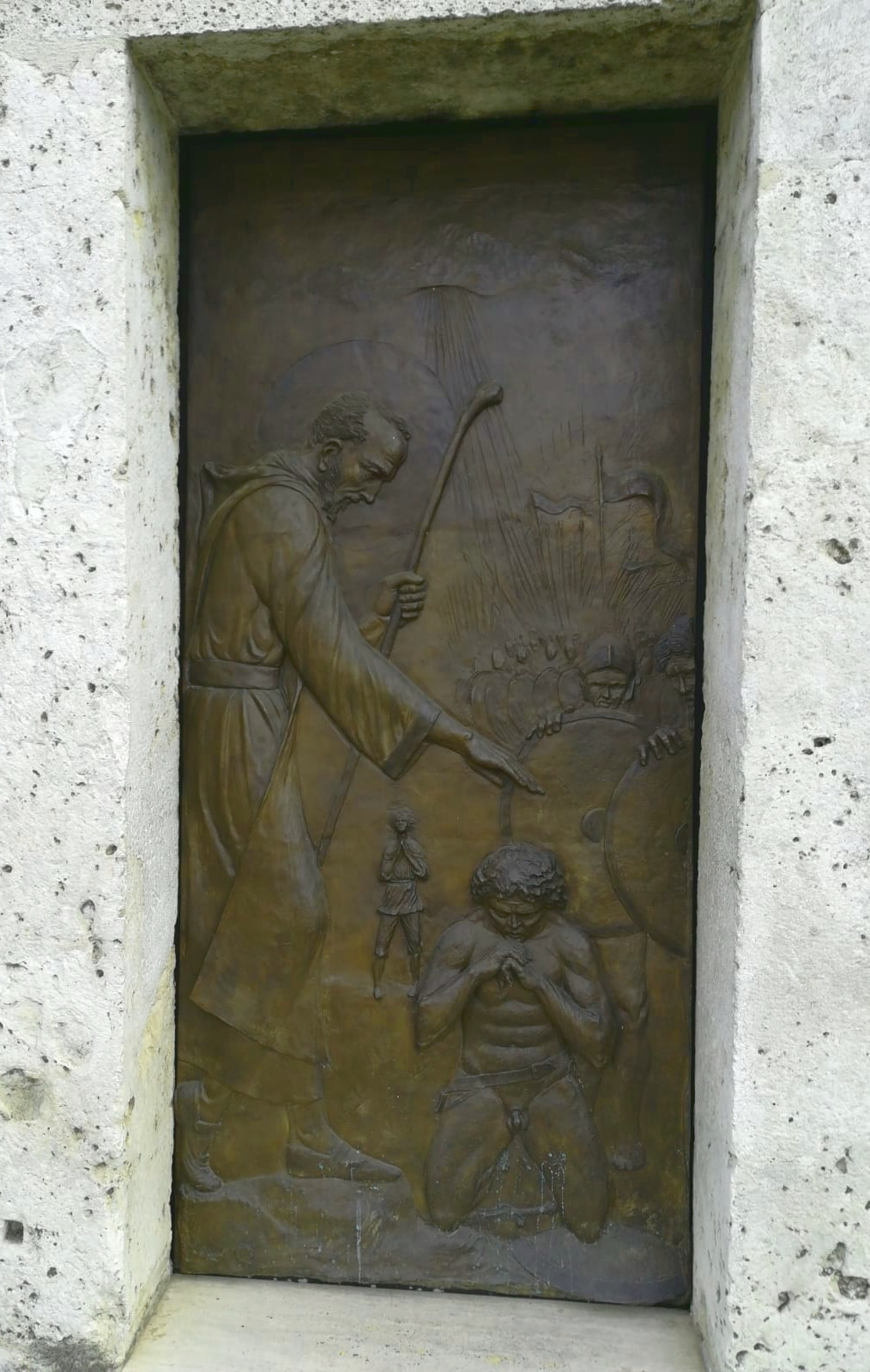
Facciata dell'abbazia di san Domenico a Sora agli inizi del 2000

“Porta laterale destra: san Domenico riceve la confessione di Pietro Rainiero.
Il Santo è raffigurato nel gesto affettuoso del perdono, mentre il conte, nudo, è prostrato ai suoi piedi inginocchiato, umiliato e pentito delle proprie malefatte. Le armi sono gettate a terra sparpagliate e spezzate in segno di impotenza e di resa incondizionata, mentre uomini in armi assistono attoniti alla repentina e completa conversione che porterà, come atto di riparazione, alla donazione e alla costruzione del monastero…”

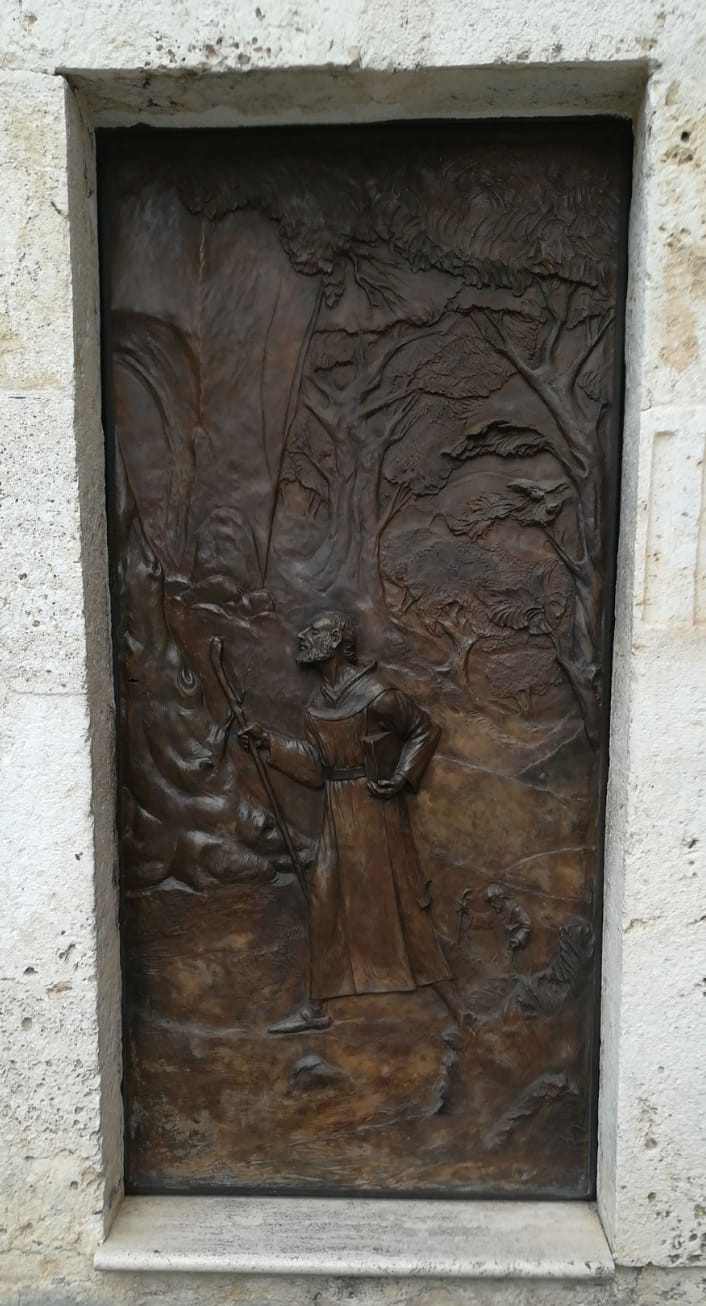
Porta laterale dell'abbazia di san Domenico a Sora agli inizi del 2000

“Porta del chiostro: san Domenico eremita itinerante…. alla continua ricerca della solitudine e della comunione con Dio. Sempre in viaggio per i boschi, testimoniando la parola del Signore con la vita, egli lascia dietro di sé, come segno del suo pellegrinare, fondazioni di eremi e di monasteri. In essa ho voluto sottolineare un messaggio straordinario che Domenico ci suggerisce: non rassegnarsi mai davanti alle avversità, arrampicarsi per superare gli ostacoli grandi e piccoli della vita, seguire, testimoniando in prima persona, nel silenzio e nella riservatezza la strada dell’amore e non quella della prepotenza e dell’arroganza che sembrano regnare sovrane in questo mondo distratto da mille luci fatue”

### Icona della resurrezione
In occasione della Pasqua 2012 fu commissionata ad Alessandra Palombo, artista di Isola del Liri, una icona della risurrezione di Cristo. Tale icona, ispirata a quella dell’artista georgiano Amiran Goglidze realizzata nel 2010 ed esposta ogni Santa Pasqua nella basilica di San Pietro, è di color oro ed alta due metri. Centralmente è riprodotto il Cristo Pantocratore in trono.
Gli otto specchi laterali rappresentano sul lato sinistro, dall'alto in basso:
- la crocifissione;
- il sepolcro vuoto;
- l'apparizione a Cefa (Lc 24,34);
- l'apparizione a Paolo (Tm 1,12-16).

Sul lato destro, sempre dall'alto in basso:
- l'apparizione a 500 fratelli (1Cor 15,6);
- l'apparizione a Giacomo (Ga 1,9);
- l'apparizione agli apostoli (Gv 20,24-29; At 1,4-9);
- l'apparizione agli "undici" (Mt 28,16-20; Mc 16,14).

### Aspetto attuale
Attualmente (anno 2016), la struttura è quella tipica delle chiese cistercensi:
La facciata è tripartita con corpo centrale più alto e laterali più bassi, quasi un annuncio delle tre navate interne. Tre portali, il centrale leggermente più alto e sovrastato da un rosone. Tre absidi semicircolari che concludono il fabbricato. Le absidi sono alleggerite da cinque aperture terminanti ad arco pieno. Le volte a catino che le sormontano, sono coperte da tetti a coppi e sono coronate da esili archi. Di lato si erge un campanile a pianta quadrata.
L’interno riproduce la disposizione della basilica a croce latina: un unico ambiente diviso in tre navate da una doppia fila di massicci pilastri sormontati da archi a sesto acuto. In fondo alla navata centrale si innalza un’ampia ma scarna scalinata che sale al presbiterio sopraelevato e che nasconde la sottostante cripta. Ciascuna delle navate termina con un'abside semicircolare. La copertura è a capriate di legno.
Lungo le pareti, 14 formelle in terracotta della via crucis realizzate da Alessandro Romano.
Sul lato sinistro è allogato l’organo Mascioni opera n. 1135, a due tastiere, con 1423 canne sonore inaugurato il 13 ottobre 1996.

### La cripta
Attraverso due ingressi laterali alla scalinata centrale, si accede alla cripta.
Del tipo “ad oratorio”, è, di fatto, una piccola chiesa seminterrata, a tre navate trasverse, divise da colonne molto antiche di forma e di ordini diversi perché di varia provenienza.
Il suo stile è molto austero, senza alcuna ricercatezza, quasi un’immagine del fondatore certamente più attento ai risultati concreti che ai fronzoli estetici. Alla stessa maniera si nota il desiderio di sottolineare il senso di forza, la capacità di sorreggere un grande peso. Le colonne sono infatti sormontate da piccole volte a crociera leggermente ribassate, in tipico stile romanico, che scaricano le spinte laterali su contrafforti interni sporgenti dai muri perimetrali. Fra le colonne è stata posta nel 2010 una scena realizzata da don Domenico Cantore di Laterza e rappresentante scene della vita del santo intorno ad una sua icona.
Gli spazi triangolari delle vele, comprese tra le nervature delle vòlte centrali della cripta, appaiono oggi rivestite da una finta, ma pregevole decorazione musiva e da numerose pitture, su fondo grigio, che riproducono emblemi episcopali e simboli cristiani, inscritti in delicati e ariosi disegni di fregi floreali ad ampie volute.
Sul fondo, i tre vani semicircolari delle absidi. In quello centrale, l’altare con le spoglie del fondatore ed il tabernacolo realizzato da Alessandro Romano.
“L’interno della cripta è immerso in una semiluce fredda ma suggestiva: deboli fasci di luce riescono appena a penetrarvi attraverso cinque piccole finestre a feritoie, a forte strombatura esterna, aperte nei muri molto spessi e saldi….”. (Loffredo, p.142 e seguenti)